# Ploceus bertrandi
Ploceus bertrandi là một loài chim trong họ Ploceidae.